# Жуан Фігейреду (футболіст)
Жуан Фігейреду (порт. João Figueiredo, нар. 27 травня 1996, Сан-Паулу) — бразильський футболіст, нападник турецького клубу «Істанбул ББ».
Виступав, зокрема, за клуб ОФІ.

## Ігрова кар'єра
У дорослому футболі дебютував 2016 року виступами за команду «Атлетіко Мінейру», в якій того року взяв участь у 3 матчах чемпіонату. 
Згодом з 2017 по 2019 рік грав у складі команд «Демократа» та «Кауно Жальгіріс».
Своєю грою за останню команду привернув увагу представників тренерського штабу клубу ОФІ, до складу якого приєднався 2019 року. Відіграв за іракліонський клуб наступний сезон своєї ігрової кар'єри. Більшість часу, проведеного у складі ОФІ, був основним гравцем атакувальної ланки команди.
Протягом 2020—2023 років захищав кольори клубів «Аль-Васл» та «Газіантеп».
До складу клубу «Істанбул ББ» приєднався 2023 року. Станом на 17 лютого 2023 року відіграв за стамбульську команду 31 матч в національному чемпіонаті.

## Титули і досягнення
- Володар Суперкубка Малайзії (1):

«Джохор Дарул Тазім»: 2025